# Пилики
Пилики (Пілики, пол. Piliki) — село в Польщі, у гміні Більськ-Підляський Більського повіту Підляського воєводства. Населення — 277 осіб (2011).

## Назва
Назва ймовірно походить від імені Пилип.

## Історія
Вперше згадується 1576 року. Тоді село оховлювало 46 волок землі, діяв королівський фільварок.
У 1975—1998 роках село належало до Білостоцького воєводства.

## Демографія
Демографічна структура станом на 31 березня 2011 року:
|          | Загалом | Допрацездатний вік | Працездатний вік | Постпрацездатний вік |
| -------- | ------- | ------------------ | ---------------- | -------------------- |
| Чоловіки | 147     | 33                 | 83               | 31                   |
| Жінки    | 130     | 19                 | 66               | 45                   |
| Разом    | 277     | 52                 | 149              | 76                   |